# Турч'янки
Турч'янки (словац. Turčianky) — село, громада округу Партизанське, Тренчинський край. Кадастрова площа громади — 3.73 км².
Населення 142 особи (станом на 31 грудня 2020 року).

## Історія
Турч'янки згадуються 1292 року.

## Населення
| Рік:            | 1994. | 2004.    | 2014.   | 2024.    |
| --------------- | ----- | -------- | ------- | -------- |
| Кількість осіб: | 138   | 156      | 150     | 134      |
| Різниця:        |       | +13,04 % | -3,84 % | -10,66 % |

| Рік:            | 2023. | 2024.   |
| --------------- | ----- | ------- |
| Кількість осіб: | 135   | 134     |
| Різниця:        |       | -0,74 % |